# آلف جفریز (بازیکن فوتبال)
آلف جفریز (انگلیسی: Alf Jefferies؛ 9 February 1922 – ۹ فوریهٔ ۱۹۹۸) بازیکن فوتبال اهل بریتانیا بود.
از باشگاه‌هایی که در آن بازی کرده‌است می‌توان به باشگاه فوتبال کولچستر یونایتد، باشگاه فوتبال برنتفورد، باشگاه فوتبال آکسفورد سیتی، باشگاه فوتبال تورکی یونایتد، و باشگاه فوتبال بنبری یونایتد اشاره کرد.